# Schweizerische Alpine Mittelschule Davos
Die Schweizerische Alpine Mittelschule Davos (SAMD) ist eine Internatsschule in Davos im schweizerischen Kanton Graubünden. Die Schule führt ein Gymnasium und eine Handelsmittelschule für Knaben und Mädchen.

## Geschichte
Die Schule wurde 1878 als deutsches Schulsanatorium Fridericianum gegründet und wuchs  in den 1920er Jahren auf über 200 Schüler. Während des Dritten Reiches geriet auch das Fridericianum unter nationalsozialistischen Einfluss und wurde deshalb Ende des Zweiten Weltkrieges geschlossen.
Aufgrund des  Einsatzes von Davoser Persönlichkeiten wurde die Schule 1946 von der Gemeinde Davos erworben und als Stiftung der Gemeinde Davos als Schweizerische Alpine Mittelschule Davos (SAMD) wiedereröffnet.

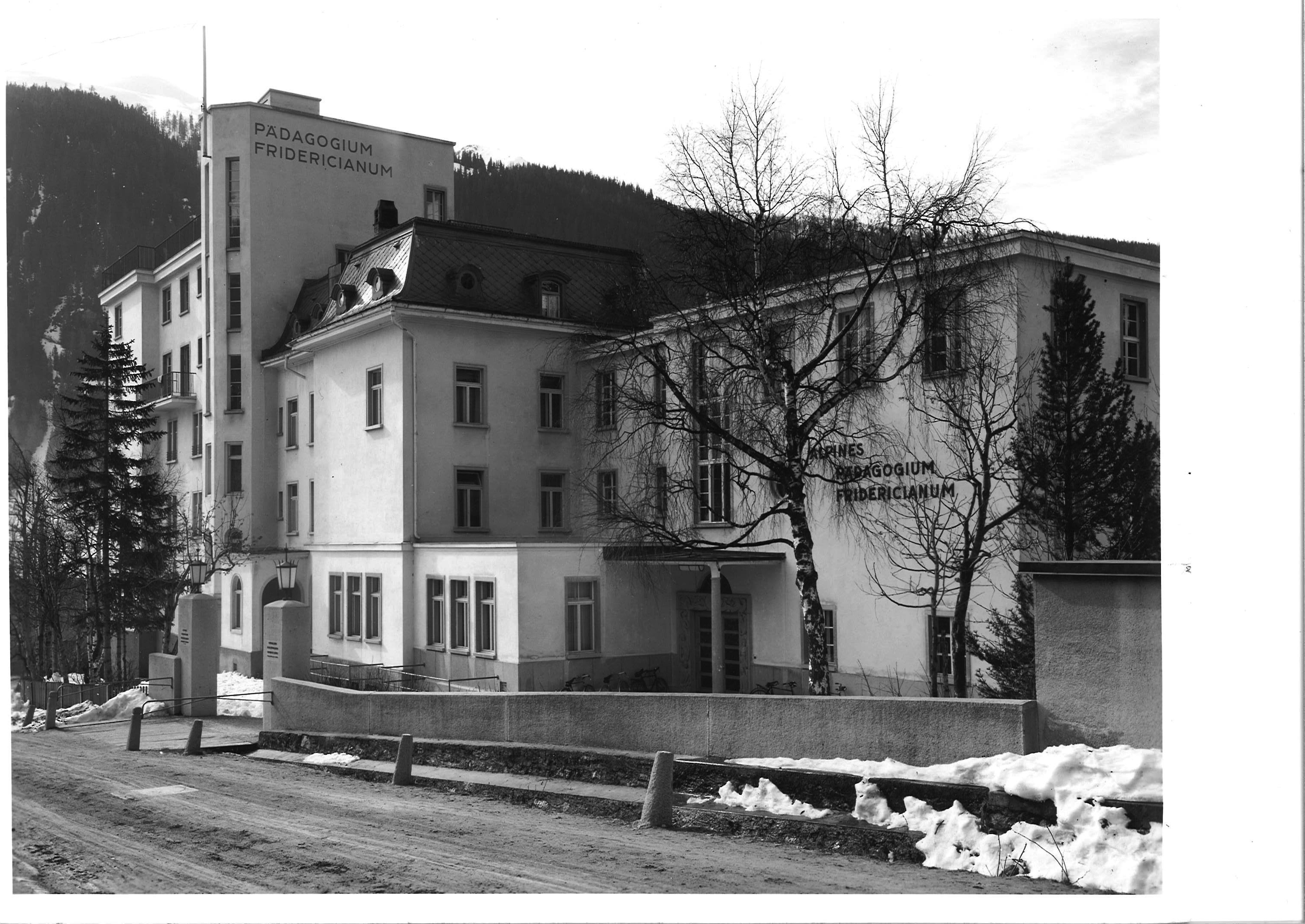
Die SAMD im Jahre 1945

## Angebot
Die Schule führt ein Lang- und Kurzzeitgymnasium mit sprachlichem (Schwerpunktfach Latein), naturwissenschaftlichem (Schwerpunktfach Biologie/Chemie bzw. Mathematik/Physik) und wirtschaftlichem Profil mit dem Schwerpunktfach Wirtschaft & Recht. Die Maturitätsausweise berechtigen zum prüfungsfreien Eintritt in alle Fakultäten der schweizerischen Universitäten und der Eidgenössischen Technischen Hochschulen.
Die Handelsmittelschule führt zum Eidgenössischen Fähigkeitszeugnis Kaufmann/Kauffrau und zur schweizerischen Berufsmaturität. Das Internat nimmt Jugendliche aus dem In- und Ausland auf.